# Лудён
Лудё́н (Лудэн; фр. Loudun) — коммуна в департаменте Вьенна региона Пуату-Шарант на западе Франции. Расположен в 30 км к югу от города Шинон и в 25 км к востоку от коммуны Туар.
Существует со времен Римской империи, найдены остатки поселения (vicus, городской квартал).
В XVII веке город прославился своим судебным процессом (1634) в связи с эпидемией одержимости бесом, охватившей общину урсулинок в Лудёнском монастыре, жертвой которого стал католический священник Урбен Грандье, приговорённый церковным судом к сожжению. В Парижской Национальной библиотеке хранится факсимиле демона Асмодея и его собственноручное письмо, адресованное аббату Грандье.

## Города-побратимы
- Лёз-ан-Эно (1961)
- Уагадугу (1967)
- Тибодо (1978)
- Шипиган (1981)
- Бургос (1985)
- Оден-ле-Тиш (2007)